# Katy Storie
Pas d'image ? Cliquez ici

a Compétitions nationales et continentales officielles uniquement.

b Matchs officiels uniquement.
Dernière mise à jour le 25 juillet 2025.
Katy Storie, née le 7 août 1979, est une joueuse internationale anglaise de rugby à XV, occupant le poste de pilière.

## Biographie
Après avoir pratiqué l'haltérophilie, Katy Storie commence le rugby à l'université de Newcastle. Elle devient ensuite rapidement internationale anglaise dans ce sport. Elle fait partie du groupe anglais qui dispute la Coupe du monde 2006.
Elle met un terme à sa carrière en 2011, après avoir représenté l'Angleterre à 24 reprises, et avoir remporté cinq fois le Tournoi des Six Nations.

## Palmarès
- 24 sélections en équipe d'Angleterre
- Finaliste de la Coupe du monde en 2006.
- Vainqueur du Tournoi des Six Nations de 2006 à 2010.